# Juan Pablo Suárez Suárez
Juan Pablo Suárez Suárez (Medellín, Departament d'Antioquia, 30 de maig de 1985) és un ciclista colombià, professional des del 2010. Actualment corre a l'equip EPM. Combina la carretera amb el ciclisme en pista.

## Palmarès en ruta
- 2010
  - Vencedor d'una etapa a la Volta a Gravataí
  - Vencedor d'una etapa al Clásico RCN
  - Vencedor de 2 etapes a la Volta a Guatemala
- 2011
  - 1r al Tour de Rio i vencedor d'una etapa
- 2015
  - Vencedor d'una etapa a la Volta a Colòmbia
- 2016
  - Vencedor d'una etapa a la Volta a Colòmbia
  - Vencedor d'una etapa al Clásico RCN
- 2017
  - 1r al Clásico RCN
  - Vencedor d'una etapa a la Volta a Colòmbia

## Palmarès en pista
- 2009
  - 1r als Campionats Panamericans en Puntuació
  - 1r als Campionats Panamericans en Persecució per equips
- 2010
  - 1r als Campionats Panamericans en Persecució
  - 1r als Campionats Panamericans en Persecució per equips